# Talides
Talides is een geslacht van vlinders van de familie dikkopjes (Hesperiidae), uit de onderfamilie Hesperiinae.

## Soorten
- T. alternata Bell, 1941
- T. sergestus (Cramer, 1775)
- T. sinois Hübner, 1819